# Iván Shkadov
Iván Nikolaevich Shkadov (en ruso: Иван Николаевич Шкадов; Naumovo, Imperio ruso, 19 de abriljul./ 2 de mayo de 1913greg. - Moscú, Unión Soviética, 15 de febrero de 1991) fue un general del ejército soviético y un Héroe de la Unión Soviética. Sirvió en unidades de tanques desde finales de la década de 1930 y comandó brigadas y regimientos de tanques durante la Segunda Guerra Mundial, por lo que recibió el título de Héroe de la Unión Soviética en 1978. Durante la Guerra Fría, ocupó altos cargos en las fuerzas armadas. que incluyó el mando de asesores militares soviéticos en Cuba y el mando del Grupo de Fuerzas del Norte, finalizando su carrera militar como jefe de la Dirección Principal de Personal.

## Biografía

### Infancia y juventud
Iván Shkadov nació el 2 de mayo de 1913 en la localidad rural de Naumovo, Gobernación de Kaluga en esa época parte del imperio ruso. Fue reclutado por el Ejército Rojo en octubre de 1935 y enviado a estudiar a la Escuela de Tanques de Járkov. Después de graduarse en junio de 1938, sirvió en la 2.ª Brigada Independiente de Tanques (más tarde renombrada como la 42.ª Brigada Independiente de Tanques Ligeros) del 1.er Ejército Independiente Bandera Roja inicialmente como comandante de pelotón del 2.° Batallón Independiente de Tanques, y posteriormente asumió otros cargos como comandante adjunto de una compañía de tanques, subjefe y luego jefe de Estado Mayor de un batallón de tanques.
Con dicha brigada combatió contra los japoneses en la batalla del lago Jasán. En abril de 1941, se convirtió en ayudante principal del 4.° Batallón de tanques lanzallamas del 109.° Regimiento de tanques de la 58.° División de tanques del 2.do Ejército Bandera Roja.

### Segunda Guerra Mundial

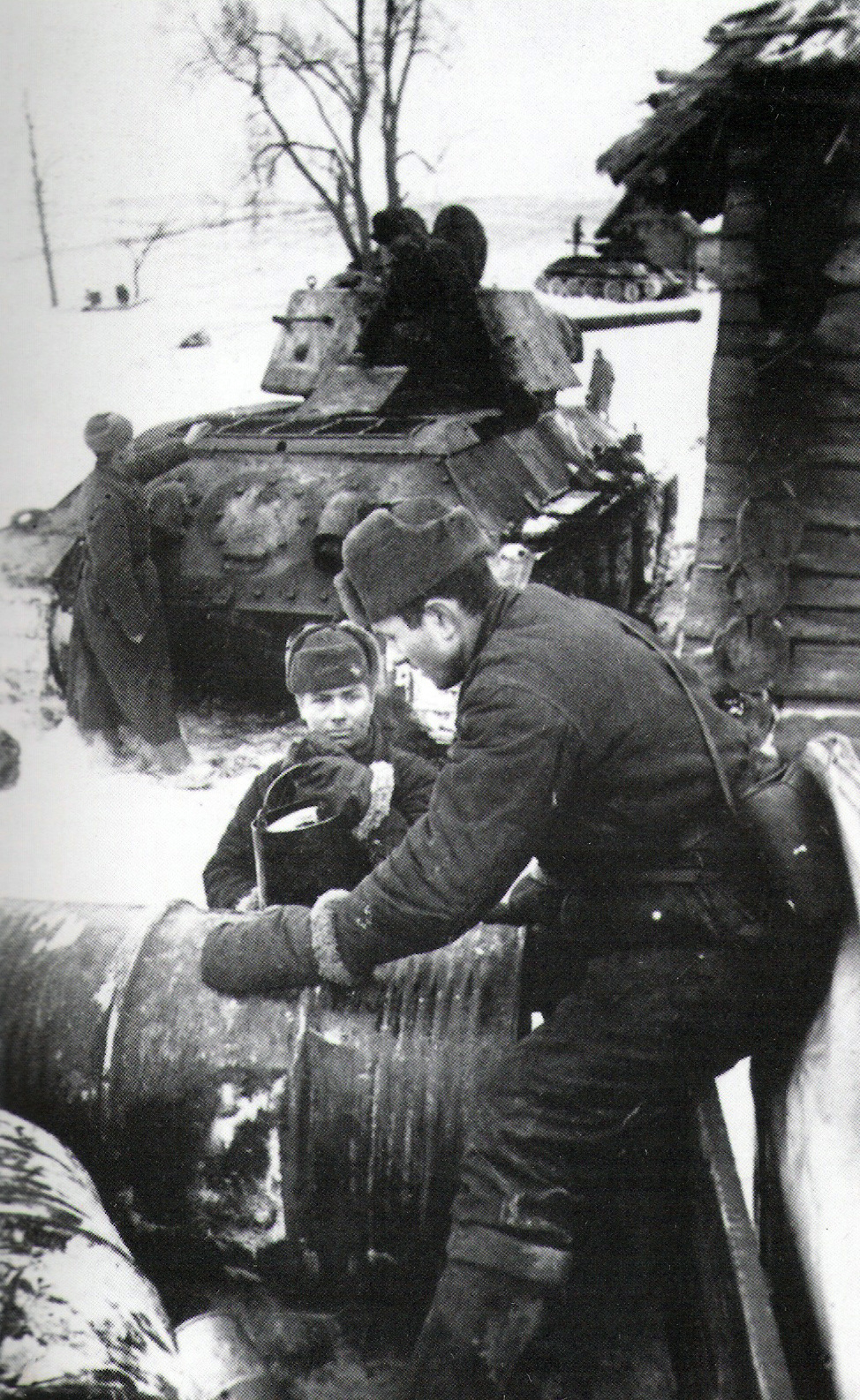
Tripulaciones de tanques soviéticos durante el invierno de 1942-1943

Poco después del inicio de la invasión alemana de la Unión Soviética, Shkadov fue enviado al frente y el 16 de julio se convirtió en subjefe de Estado Mayor para el reconocimiento del 216.º Regimiento de Tanques de la 108.ª División de Tanques. Luchó integrado en los frentes Oeste y Briansk como parte del 50.º Ejército, en la Batalla de Moscú. En diciembre de 1941 se convirtió en comandante de compañía en un regimiento de tanques pesados, y en enero de 1942 fue nombrado comandante del 257.° Batallón de Tanques de la 108.° Brigada Independiente de Tanques, formada a partir de la 108.° División de Tanques. Desde marzo luchó con la brigada en el Frente Oeste al sur de Yújnov, pero resultó gravemente herido en abril y fue evacuado a un hospital.
Después de recuperarse, se le asignó el mando del 350.º Batallón Independiente de Tanques de la 169.ª Brigada de Tanques en junio. Como parte del 13.º Cuerpo de Tanques, la brigada luchó en la Batalla de Stalingrado. Desde noviembre estuvo al mando del 52.º Regimiento Independiente de Tanques, parte del 2.º Ejército de Guardias del Frente de Stalingrado y luego del Frente Sur desde enero de 1943.
A finales de marzo de 1943, el regimiento fue retirado al campamento de tanques de Tula para su reconstrucción y reaprovisionamiento, y después de regresar al frente luchó en la Batalla del Dniéper, la Ofensiva del Dniéper-Cárpatos y la Segunda ofensiva de Jassy-Kishinev. Desde el 17 de noviembre de 1944, Shkadov estuvo al mando de la 96.ª Brigada Independiente de Tanques, que el 24 de noviembre pasó a formar parte del 37.º Ejército, acantonado en Bulgaria.

### Posguerra

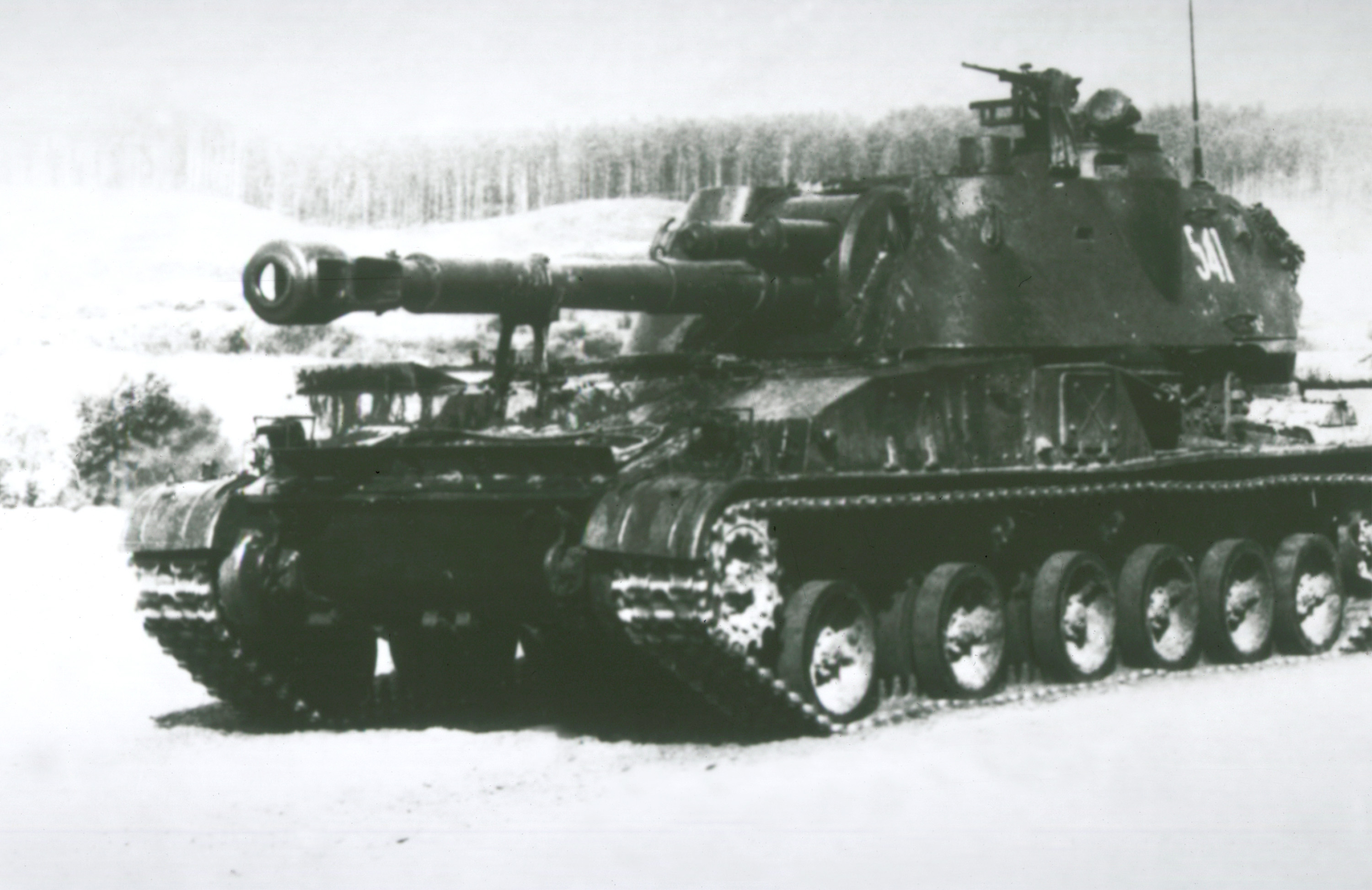
Cañón autopropulsado SO-152 similar a los que equipaban la 25.° División Mecanizada de la Guardia en la posguerra

Después del final de la guerra, continuó al mando de la brigada, que se convirtió en el 96.° Regimiento de Artillería Autopropulsada Pesada del Ejército en julio de 1945, luego se desempeñó como comandante del 89.° Regimiento de Artillería Autopropulsada Pesada de la Guardia y comandante adjunto de la 25.° División Mecanizada de la Guardia. Después de graduarse de los Cursos Académicos de Perfeccionamiento Técnico en la Academia Militar de Fuerzas Armadas y Mecanizadas, en noviembre de 1953 tomó el mando de la 8.ª División de Tanques de la Guardia del Distrito Militar de Bielorrusia. En noviembre de 1957, fue enviado a estudiar a la Academia Militar del Estado Mayor de las Fuerzas Armadas de la URSS, donde se graduó de los Cursos Académicos Superiores y de la facultad especial en 1958 y en 1959.
En septiembre de 1959, fue nombrado primer comandante en jefe adjunto del 6.º Ejército de Tanques de la Guardia del Distrito Militar de Kiev. En marzo de 1961 fue nombrado subcomandante en jefe de las fuerzas del Distrito Militar de los Cárpatos para el entrenamiento de combate y las instituciones de educación superior y, al mismo tiempo, jefe de la dirección de entrenamiento de combate del distrito. Shkadov se desempeñó como jefe de los asesores militares soviéticos en Cuba entre febrero de 1964 y marzo de 1967 y subcomandante de entrenamiento de combate del Grupo de Fuerzas Soviéticas en Cuba, y se convirtió en comandante del Grupo de Fuerzas del Norte (estacionadas en Polonia) en mayo de 1967.
Siguió una sucesión de altos cargos para Shkadov, ya que se convirtió en primer subjefe de la Academia Militar del Estado Mayor General en diciembre de 1968, jefe de la Dirección Principal de Instituciones de Educación Superior en julio de 1969 y jefe de la Dirección Principal de Personal en agosto de 1972. El 29 de abril de 1975, fue ascendido a general del ejército, y el 21 de febrero de 1978, fue nombrado Héroe de la Unión Soviética por sus heroicas acciones en la Segunda Guerra Mundial. En su calidad de jefe de la Dirección General de Personal, se convirtió en viceministro de defensa en febrero de 1982. En febrero de 1987, fue transferido al Grupo de Inspectores Generales del Ministerio de Defensa, un puesto meramente honorífico  para oficiales superiores. En la década de 1980 fue presidente del consejo editorial de un diccionario biográfico de Héroes de la Unión Soviética.
Iván Shkadov murió el 15 de febrero de 1991 atropellado por un automóvil en Moscú y fue enterrado en el cementerio Novodévichi.

## Condecoraciones

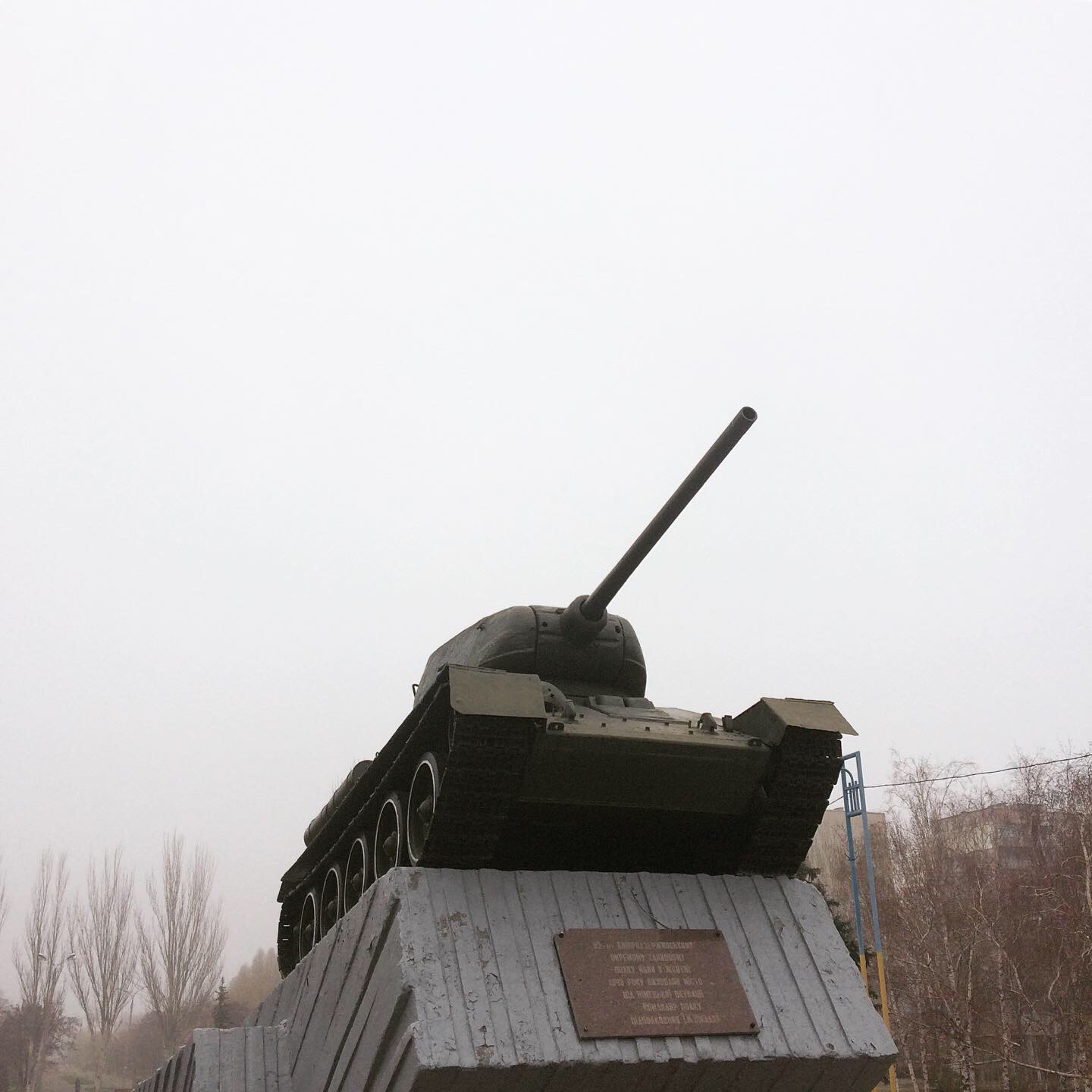
Monumento al 52.º Regimiento de tanques en Kamianské (Ucrania)

A lo largo de su extensa carrera Iván Shkadov recibió las siguientes condecoraciones:
Unión Soviética
- Héroe de la Unión Soviética
- Orden de Lenin, tres veces
- Orden de la Revolución de Octubre
- Orden de la Bandera Roja, cinco veces
- Orden de la Estrella Roja, dos veces
- Orden de Suvórov de 3.er grado
- Orden de la Guerra Patria de 1.er grado
- Medalla por el Servicio de Combate
- Medalla Conmemorativa por el Centenario del Natalicio de Lenin
- Medalla al Servicio Distinguido en la Vigilancia de las Fronteras del Estado
- Medalla por la Defensa de Moscú
- Medalla por la Defensa de Stalingrado
- Medalla por la Victoria sobre Alemania en la Gran Guerra Patria 1941-1945
- Medalla Conmemorativa del 20.º Aniversario de la Victoria en la Gran Guerra Patria de 1941-1945
- Medalla Conmemorativa del 30.º Aniversario de la Victoria en la Gran Guerra Patria de 1941-1945
- Medalla Conmemorativa del 40.º Aniversario de la Victoria en la Gran Guerra Patria de 1941-1945
- Medalla del 30.º Aniversario de las Fuerzas Armadas de la URSS
- Medalla del 40.º Aniversario de las Fuerzas Armadas de la URSS
- Medalla del 50.º Aniversario de las Fuerzas Armadas de la URSS
- Medalla del 60.º Aniversario de las Fuerzas Armadas de la URSS
- Medalla del 70.º Aniversario de las Fuerzas Armadas de la URSS

Otros países
- Orden Polonia Restituta (Polonia)
- Orden de la República Popular de Bulgaria, dos veces
- Orden Militar por el Mérito del Pueblo y la Patria (RDA)
- Orden de la Bandera de la República Popular de Hungría
- Medalla de la Fraternidad en Armas (RDA)
- Orden de Scharnhorst (RDA)
- Orden de Tudor Vladimirescu (Rumania)
- Orden de la Bandera Roja (Mongolia)
- Orden al Mérito Militar (Mongolia)
- Medalla del 50.º Aniversario de la Revolución Popular de Mongolia
- Medalla del 30.º Aniversario de la Victoria en Jaljin Gol
- Medalla del 40.º Aniversario de la Victoria en Jaljin Gol
- Medalla del 50.º Aniversario del Ejército Popular de Mongolia
- Medalla del 30.º Aniversario de la Victoria sobre el Japón Militarista